# Mesophyllum aemulans
Mesophyllum aemulans (Foslie & M.A.Howe) Adey  é o nome botânico  de uma espécie de algas vermelhas  marinhas pluricelulares do gênero Mesophyllum, subfamília Melobesioideae.

## Sinonímia
- Lithothamnion aemulans  Foslie & M.A. Howe